# Đồng Sỹ Nguyên
 (avril 2019).
Si vous disposez d'ouvrages ou d'articles de référence ou si vous connaissez des sites web de qualité traitant du thème abordé ici, merci de compléter l'article en donnant les références utiles à sa vérifiabilité et en les liant à la section « Notes et références ».
Đồng Sỹ Nguyên (ou Nguyễn Sỹ Đồng, Nguyễn Hữu Vũ', son nom a été changé en Đồng Sỹ Nguyên par le président Ho Chi Minh) est un militaire et homme politique vietnamien né le 1er mars 1923 dans le Quảng Bình (Annam, Indochine française) et mort le 4 avril 2019 à Hanoï (Viêt Nam)[réf. nécessaire].
Il a été  est le vice-Premier ministre du Viêt Nam, membre du bureau politique du Parti communiste vietnamien, lieutenant-général de l'Armée populaire vietnamienne et ministre des Transports du Viêt Nam.

## Biographie
Đồng Sỹ Nguyên est né dans le comté de Quang Trach (province de Quảng Bình) en 1923 et a étudié à l'université militaire de Pékin (中国人民解放军国防大学) en 1961. 
Đồng Sỹ Nguyên a joué un rôle important dans l'élaboration de la Piste Hô Chi Minh pendant la guerre du Viêt Nam.